# Stan
Stan (salaš, koljeba, konak) naziv je za kuću, pretežno u Slavoniji, imanje izvan sela, koje se nalazila u polju blizu kakve šume u kojoj se više obitavalo zimi i predstavljala je drugi dom starih Šokaca. Uz taj stan postojale su i druge zgrade gdje se držala stoka, kao i žitni štagljevi, te guvna za vršidbu žita konjima. Stan je bio temelj zadružnog i obiteljskog gospodarstva, a izvan naseljenog mjesta znao je biti udaljen i nekoliko kilometara. 
Prvi stanovi datiraju iz druge polovice 18. stoljeća, no u tim prvim stanovima je, zbog zapovijedi vlasti Vojne granice, mogla boraviti samo jedna osoba. Tek je kasnije stan bio pod stalnim nadzorom čitavih obitelji (izuzev djevojaka) koji su po rasporedu i u određenim vremenskim razdobljima čuvali i održavali stan. Takav raspored boravka u stanu se naziva rednja. Takav način života potrajao je do druge polovice 19. stoljeće, od kada u stanovima obitavaju samo djedovi i bake, i to obično samo tijekom dana.
U Podravini, u kajkavskom dijelu nekadašnje Vojne krajine, za isti pojam koristio se je izraz konak. Poznati su konaci od kojih su čak nastala i trajna naselja, kao npr. Virovski Konaki i Molvanski Konaki, današnja sela Novo Virje i Molve Grede.

## Podjela stanova

### Prema vremenu nastajanja
- Stari stan ustanovljen do 1945. Godine
- Suvremeni stan ustanovljen do 1945. godine
- Suvremeni stan ustanovljen nakon 1945. godine

### Prema razvijenosti
- Razvijeni stan s većim zemljišnim površinama, te velikim brojem zgrada i velikom broju stoke
- Srednje razvijeni stan s prosječnim zemljopisnim površinama, te prosječnim brojem zgrada i stoke
- Nerazvijeni stan s manjim zemljišnim površinama, kao i malim brojem zgrada i stoke

### Prema namjeni
Kada se uzme u obzir namjena stana, može ih se podijeliti na: stočarsko-ratarske (uzgoj stoke, pčela, voća i povrća), stočarske (uzgoj raznovrsne stoke i pčela), specijalizirani (uzgoj jedne vrste stoke), te ratarsko-stočarske (uzgoj stoke je sporedan, više se pažnje posvećuje racionalnijoj obradi zemljišta).

### Prema smještaju
- Stan smješten uz šumu (enklavski i poluenklavski stan)
- Stan smješten uz baru ili pašnjak (utvajski ili barski stan)
- Stan smješten uz vodotok (krajovodni)
- Stan smješten podalje od šume, pašnjaka, vodenih površina (njivski ili atarski stan)
- Grupni stanovi
- Stan samac

### Prema uporabi
- Stan koji se koristio cijele godine ili većim dijelom godine. Naziva se još i živi stan.
- Stan koji je izvan uporabe i na njemu se ne obitava. Naziva se još i mrtvi stan.